# 眼點裸胸鱔
眼點裸胸鱔，又稱眼點裸胸鯙，為輻鰭魚綱鰻鱺目鯙亞目鯙科的其中一種，分布於西大西洋區，包括大安地列斯群島、尼加拉瓜至南美洲北部海域，棲息深度1-160公尺，體長可達90公分，為底棲性魚類，生活在沙泥底質海域，屬肉食性，以魚類及甲殼類為食，可作為食用魚。

## 擴展閱讀
維基物種上的相關：眼點裸胸鱔